# Marshūn
Marshūn (persiska: مرشون, يِيلاق مَرشون, مَرچين, مَرچون, مَرچُن) är en ort i Iran.   Den ligger i provinsen Zanjan, i den nordvästra delen av landet, 190 km väster om huvudstaden Teheran. Marshūn ligger 1 826 meter över havet och antalet invånare är 432.
Terrängen runt Marshūn är kuperad. Runt Marshūn är det ganska glesbefolkat, med 29 invånare per kvadratkilometer. Närmaste större samhälle är Darbahān, 8,2 km öster om Marshūn. Trakten runt Marshūn består i huvudsak av gräsmarker.